# Basil Shaaban

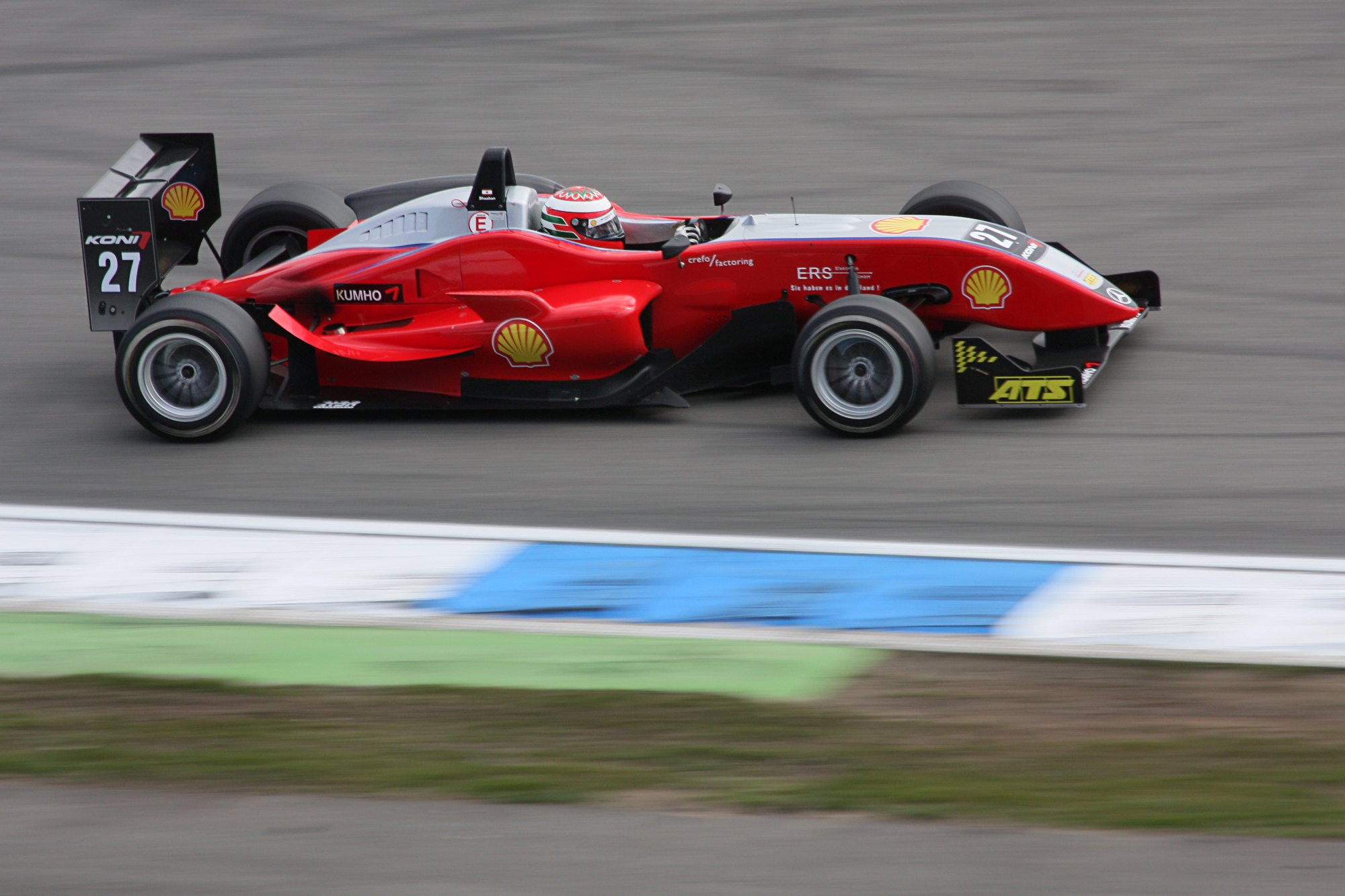
Shaaban bei der Formel-3-Euroserie am Hockenheimring (2008).

Basil Shaaban (* 27. März 1980 in Beirut) ist ein ehemaliger libanesischer Rennfahrer.

## Karriere
Nachdem Shaaban von 1999 bis 2003 im Kartsport aktiv gewesen war, machte er 2004 in der britischen Formel Ford erste Erfahrungen im Formelsport. 2005 nahm er an einigen Rennen der 3000 Pro Serie und einem Rennen der italienischen Formel-3-Meisterschaft teil. Im Winter fuhr er zusammen mit zwei weiteren Fahrern für das libanesische A1GP Team in der A1GP-Saison 2005/2006. Nachdem er 2006 bei einigen Rennen als Gastfahrer an der nationalen Klasse der britischen Formel-3-Meisterschaft teilgenommen hatte, fuhr er in der Saison 2006/2007 erneut in der A1GP-Serie.
2007 wechselte Shaaban in die Formel-3-Euroserie zu HBR Motorsport. Der Libanese, der auch 2008 bei HBR Motorsport in der Euroserie blieb, konnten in beiden Jahren keine Punkte einfahren. Außerdem nahm er als Gastfahrer an zwei Rennen der britischen Formel-3-Meisterschaft teil. 2009 bestritt Shaaban für das Prema Powerteam seine dritte Saison in der Euroserie. er war die erste Person aus dem Nahen Osten in diesem Team. Beim Rennwochenende in Barcelona erzielte er im Hauptrennen erstmals Punkte und stand als Dritter einen Tag später zum ersten Mal in seiner Formelsportkarriere überhaupt auf dem Podium. In der Gesamtwertung belegte er den 17. Gesamtrang.

## Statistik

### Karrierestationen
- 1999–2003: Kartsport
- 2004: Britische Formel Ford
- 2005: Italienische Formel-3-Meisterschaft (Platz 17)
- 2006: A1GP-Saison 2005/2006
- 2007: A1GP-Saison 2006/2007; Formel-3-Euroserie
- 2008: Formel-3-Euroserie (Platz 30)
- 2009: Formel-3-Euroserie (Platz 17)[4]